# PGC 2186904
LEDA/PGC 2186904 ist eine Galaxie im Sternbild Perseus am Nordsternhimmel. Sie ist schätzungsweise 1,6 Milliarden Lichtjahre von der Milchstraße entfernt und hat eine Ausdehnung von etwa 390.000 Lichtjahren.

## Galaktisches Umfeld
| Nr. | Galaxie          | Alternativname          | Rek          | Dek          | Distanz/asec |
| --- | ---------------- | ----------------------- | ------------ | ------------ | ------------ |
|     | LEDA/PGC 2186904 | 2MASX J02404905+4147313 | 02h40m49.07s | +41d47m31.1s | 0            |
| 1   | LEDA/PGC 2188812 | 2MASX J02402964+4154010 | 02h40m29.63s | +41d54m01.3s | 447.95       |
| 2   | LEDA/PGC 2187707 | 2MASX J02394516+4150124 | 02h39m45.20s | +41d50m12.8s | 731.43       |
| 3   | LEDA/PGC 2187534 | 2MASX J02394141+4149354 | 02h39m41.41s | +41d49m35.8s | 766.23       |
| 4   | LEDA/PGC 2183227 | 2MASX J02402571+4134240 | 02h40m25.71s | +41d34m23.9s | 828.80       |
| 5   | LEDA/PGC 2184614 | 2MASX J02394554+4139184 | 02h39m45.55s | +41d39m18.2s | 863.64       |
| 6   | LEDA/PGC 2185039 | 2MASX J02392843+4140491 | 02h39m28.45s | +41d40m49.1s | 986.26       |